# Ainsley Thorpe
Ainsley Thorpe (Auckland, 13 de febrero de 1998) es una deportista neozelandesa que compite en triatlón.
Ganó dos medallas en el Campeonato Mundial de Triatlón por Relevos Mixtos, en los años 2023 y 2024, y tres medallas en el Campeonato de Oceanía de Triatlón entre los años 2018 y 2024.

## Palmarés internacional
| Campeonato Mundial por Relevos Mixtos | Campeonato Mundial por Relevos Mixtos | Campeonato Mundial por Relevos Mixtos | Campeonato Mundial por Relevos Mixtos |
| Año                                   | Lugar                                 | Medalla                               | Prueba                                |
| ------------------------------------- | ------------------------------------- | ------------------------------------- | ------------------------------------- |
| 2023                                  | Hamburgo (Alemania)                   | Medalla de plata                      | Relevo mixto                          |
| 2024                                  | Hamburgo (Alemania)                   | Medalla de bronce                     | Relevo mixto                          |
| Campeonato de Oceanía                 |                                       |                                       |                                       |
| Año                                   | Lugar                                 | Medalla                               | Prueba                                |
| 2018                                  | Glenelg (Australia)                   | Medalla de bronce                     | Relevo mixto                          |
| 2019                                  | Devonport (Australia)                 | Medalla de oro                        | Relevo mixto                          |
| 2024                                  | Taupo (Nueva Zelanda)                 | Medalla de bronce                     | Individual                            |